# HD 169830
HD 169830 (HR 6907 / HIP 90485 / SAO 186838) és un estel de magnitud aparent +5,91 situada 1,5° a l'oest de Kaus Medius (δ Sagittarii) en la constel·lació del Sagitari. S'hi troba a 118,5 anys llum del sistema solar. Des de 2003 es coneix l'existència de dos exoplanetes en òrbita al voltant d'aquest estel.
HD 169830 és un nan groc de tipus espectral F7V o F8V. Amb una temperatura efectiva de 6266 K i 4,6 vegades més lluminosa que el Sol, és un estel similar a Asellus Primus (θ Bootis), però està 2,5 vegades més allunyada que aquesta. El seu radi és un 80% més gran que el radi solar i gira sobre si mateixa amb una velocitat de rotació projectada de 3,8 km/s.
HD 169830 té una elevada metal·licitat, amb una abundància relativa de ferro un 62 % major que la del Sol. Mostra un enriquiment similar de titani, no tan acusat per a elements com a níquel, silici i sodi, amb continguts per sobre dels valors solars entorn del 25 %. La seva massa és aproximadament un 40 % major que la del Sol i la seva edat s'estima en 4950 milions d'anys.

## Sistema planetari
El primer planeta, HD 169830 b, va ser descobert el 2000 i té una massa mínima gairebé 3 vegades major que la massa de Júpiter A una distància de 0,8 ua de l'estel —un 20 % més a prop que la Terra del Sol—, completa una òrbita cada 226 dies.
El segon planeta, HD 169830 c, es troba més allunyat, a una distància similar a la qual es troba el cinturó d'asteroides respecte al Sol. Té una massa 4 vegades major que la de Júpiter i completa una òrbita cada 2102 dies. Va ser descobert en 2003.
| Acompanyant(En ordre des de l'estrella) | Masa(MJ) | Període orbital(dies) | Semieix major(ua) | Excentricitat |
| --------------------------------------- | -------- | --------------------- | ----------------- | ------------- |
| HD 169830 b                             | > 2,88   | 225,62 ± 0,22         | 0,81              | 0,31 ± 0,03   |
| HD 169830 c                             | > 4,04   | 2102 ± 264            | 3,6               | 0,33 ± 0,02   |